# Serraca kuriligena
Serraca kuriligena är en fjärilsart som beskrevs av Felix Bryk 1942. Serraca kuriligena ingår i släktet Serraca och familjen mätare. Inga underarter finns listade i Catalogue of Life.